# Mart Laar
Mart Laar, né le 22 avril 1960 à Viljandi, est un homme d'État estonien.

## Carrière politique

### Premier ministre par deux fois
Il est Premier ministre de 1992 à 1994, année où il n'obtient pas la confiance du Parlement, et de 1999 à 2002, année où il se retire. Il est considéré comme le père du « miracle économique estonien » depuis la chute de l'URSS, fondé sur la mise en place de la flat tax, des privatisations importantes, l'éradication de la corruption et l'ouverture sur le reste du monde. Il s'est inspiré tout particulièrement des idées de Milton Friedman : il déclare ainsi que Free to Choose est le seul livre économique qu'il ait lu et qu'il le considère comme relevant uniquement du bon sens.  

### Retour au premier plan depuis 2007
En 2006, il est le conseiller de Mikheil Saakachvili dans la mise en place de réformes économiques radicales en Géorgie. Président du parti conservateur Union pour la patrie et Res Publica (IRL) depuis le 26 mai 2007, il est candidat malheureux aux fonctions de Premier ministre lors des élections légistatives du 4 mars 2007 et du 6 mars 2011. Le 5 avril suivant, il devient ministre de la Défense.
Mart Laar annonce en septembre 2011 qu'il ne souhaite pas se maintenir au poste de président de son parti. Il est remplacé à la présidence de l'IRL par Urmas Reinsalu le 28 janvier 2012. Victime d'un accident vasculaire cérébral le 18 février 2012, il démissionne de ses fonctions ministérielles le 6 mai suivant et est remplacé quelques jours plus tard par Urmas Reinsalu.

## Divers
Il est membre de la Société du Mont Pèlerin.

## Récompenses
- Il reçoit en 2006 le Prix Milton Friedman pour le progrès des libertés, décerné par le Cato Institute pour son « engagement en faveur du progrès et des libertés économiques » [4].
- L'Acton Institute lui a décerné son Faith & Freedom Award le 24 octobre 2007.